# Wyatt Russell
Wyatt Hawn Russell (Los Angeles, 10 juli 1986) is een Amerikaanse acteur en voormalig ijshockeyspeler. Wyatt speelde in het seizoen 2009-2010 ijshockey in Groningen en werd vervolgens acteur. Hij kreeg vooral naamsbekendheid door zijn rol van korporaal Lewis Ford in de horrorfilm Overlord uit 2018, Dud in de televisieserie Lodge 49 uit 2018, Willoughby in film Everybody Wants Some!! uit 2016, Zook in de film 22 Jump Street uit 2014, Freddy in de film Cold in July uit 2014. Ook speelt hij de rol van U.S. Agent/John Walker in de Marvel Cinematic Universe voor de televisieserie op de streamingdienst Disney+, The Falcon and the Winter Soldier en de film Thunderbolts.

## Biografie
Russell is geboren in Los Angeles in Californië als zoon van de acteurs Kurt Russell en Goldie Hawn. Ook is hij een kleinzoon van acteur Bing Russell. 